# 福慶
福慶（穆麟德轉寫：fuking，1743年—1819年），字兰泉，号仲餘、兰泉主人、用拙道人等，鈕祜祿氏，滿洲镶黄旗人，清朝政治人物，善诗。

## 生平
由监生出任理藩院笔帖式，历官安肃道（驻酒泉）、乾隆五十九年镇迪道（任期1794-1798，驻乌鲁木齐）、安徽布政使、嘉庆七年（1802）贵州巡抚（1802-1808，共计七年），返京，补授仓场侍郎、工部左侍郎兼正黄旗满洲副都统，后官至禮部尚書、兵部尚書。嘉慶十七年十月丁卯，接替恭阿拉，擔任清朝兵部尚書，后革，由明亮接任。授内大臣。
任职乌鲁木齐时，与时任乌鲁木齐都统书麟恭祀博格达山。任职贵州时，与云贵总督伯麟（字玉亭）、（书信与）祭酒法式善相唱和，曾帮助法式善的文友傅、李二士选集贵州的诗歌。在京时，继续与法式善相唱和。晚年六十八岁时与妻奉敕充皇室指婚月老，行指婚礼。
家有怡园，著《兰泉诗稿》，常与两弟玉坡、紫佩相唱和，多西域诗。

## 家庭成员
福慶出身清代著名满洲世家长白山钮祜祿氏額亦都世系，家族多与宗室、勋旧联姻。
- 高祖額亦都，后金开国五大臣之一。
- 曾祖遏必隆，世袭一等公，康熙初年四大辅政大臣，谥恪僖。
- 祖尹德，世袭一等果毅公，谥愨敬。
- 父愛必達（字以仁），官湖广、云贵总督。母黃佳氏（祖父正蓝旗满洲、戶部尚書蘇赫）。
- 伯父策楞，官两广总督，世袭一等公。
- 叔父阿里袞，官协办大学士、世袭一等果毅公，谥襄壯。
- 兄弟：芷泉，正黄旗汉军副都统、古城领队大臣；玉坡、紫佩。
- 妹妹钮祜祿氏，分别嫁：
  - 封乾隆帝之順贵人。
  - 正白旗满洲、员外郎拜都氏伊嵩阿（字峻斋，有《念修堂诗草》；父乾隆甲子科舉人永亮，有《晚香堂詩》；胞叔吏部尚書永贵），好读书，能诗，夫早亡。
  - 正白旗滿洲、鄂爾楚克巴圖魯、頭等侍衛董鄂氏額爾登額（父陝甘總督永常）。
  - 镶黄旗满洲、瑪尚阿巴圖魯、烏嚕木齊都統、陝甘總督高杞（父总管内务府大臣高恆 (清朝)，姑母高佳氏封乾隆帝之慧贤皇贵妃）。
  - 正黄旗满洲烏雅氏占慶（父雍正二年（1724年）甲辰科進士开泰 (乌雅氏)）。
  - 正黄旗满洲伊爾根覺羅氏台斐音（父湖广总督定長）。
- 妻董鄂氏（父正白旗滿洲、湖廣總督、陝甘總督永常，《清史稿》卷314有传）。
- 四子博多欢，粤东副将。
- 女儿钮祜祿氏，分别系：
  - 和碩惇恪親王綿愷嫡福晋。
  - 奉恩辅国公奕禮继妻。
  - 革退奉國將軍奕貹嫡妻。
  - 道光壬辰进士、吏部尚書文定公花沙纳继妻。
- 堂侄乾隆四十年（1775年）乙未科进士瑞保 (乾隆进士)。